# Уильямс, Чарльз Кеннет
Чарльз Кеннет Уильямс (англ. Charles Kenneth «C. K.» Williams, 4 ноября 1936 — 20 сентября 2015) — американский поэт, критик и переводчик. Профессор. Лауреат Пулитцеровской премии (2000) и практически всех крупных премий, присваиваемых «за поэзию». Фильм 2012 года «Гудрон» основан на его биографии и произведениях. Родился и скончался в штате Нью-Джерси.

## Биография
Ч. К. Уильямс родился в еврейской семье, его дедушки и бабушки выехали в США с территории нынешней Украины; по словам самого поэта, «мои хотели одного: забыть о прошлом, нищете, / погромах, потому о нём молчали». Он окончил школу в городке Мэйплвуд (округ Эссекс), в течение года учился в Бакнеллском университете, а затем перевёлся в Пенсильванский университет, который и окончил. Часть студенческих лет Уильямс провёл в Париже и затем на протяжении всей жизни время от времени жил во Франции. Первая книга Уильямса, «Обманы» (англ. Lies), вышла в 1969 году. В середине 1970-х гг. началась преподавательская деятельность Уильямса, вершиной которой стал его семинар по литературному мастерству в Принстонском университете (с 1996 года и до конца жизни). В 2003 году поэт стал членом Американской академии искусств и литературы.

## Личная жизнь
Состоял в браке с Кэтрин Мауджер (англ. Catherine Mauger). Сын Джед Уильямс — заметный художник, дочь от первого брака Джесси Уильямс Бёрнс стала писателем. Ч. К. Уильямс по полгода жил в Принстоне, а остальное время проводил в Нормандии во Франции.

## Публикации
На русский язык стихи Уильямса переводили Дмитрий Веденяпин, Дмитрий Кузьмин, Марина Эскина.